# Досумов, Янгибай Мухамедович
Янгибай Мухамедович Досумов (15 июля 1905, Турткуль, Оренбургская губерния — 14 августа 1973, Нукус) — член-корреспондент АН Узбекской ССР, доктор исторических наук, профессор, заслуженный деятель науки и техники Каракалпакской АССР; Народный комиссар (1940—1941) и Министр (1945—1949) просвещения Каракалпакской АССР, заместитель директора Института экономики и культуры АН Узбекской ССР, руководитель сектора истории Каракалпакского комплексного научно-исследовательского института АН УзССР, директор Института истории, языка и литературы им. Н Давкараева КК ФАН УзССР (1959—1963).
Я. М. Досумов — один из первых кандидатов и первых докторов исторических наук в Каракалпакии, автор крупных монографических исследований — «Очерки истории Каракалпакской АССР (1917—1927)», «Победа Великой Октябрьской социалистической революции в Каракалпакии» и др.

## Биография
Я. М. Досумов родился 15 июля 1905 года в Турткуле. Рано осиротев, он вынужден был пойти в батраки к местным баям. Затем он был взят на воспитание в Турткульский детдом, откуда его направили на краткосрочные курсы, и вскоре он стал студентом САКУ. С 1930 года Я. М. Досумов включается в научно-педагогическую деятельность.
Я. М. Досумов — участник Великой Отечественной войны; он был комиссаром батареи артиллерийского полка, сражавшегося за Западный фронт.
Признанием научных достижений Я. М. Досумова явилось избрание его в 1956 году членом-корреспондентом АН УзССР и присвоение ему почётного звания «Заслуженный деятель науки и техники Каракалпакской АССР».
За общие заслуги Я. М. Досумов награждён орденом «Знак почёта», медалями За победу над Германией, «За доблестный труд в Великой Отечественной войне 1941—1945 гг.», «За трудовую доблесть», юбилейной медалью «В ознаменование 100-летия со дня рождения Владимира Ильича Ленина».
Я. М. Досумов скончался после тяжёлой болезни 14 августа 1973 году в Нукусе.